# Prison centrale de Maroua
 (septembre 2017).
Si vous disposez d'ouvrages ou d'articles de référence ou si vous connaissez des sites web de qualité traitant du thème abordé ici, merci de compléter l'article en donnant les références utiles à sa vérifiabilité et en les liant à la section « Notes et références ».
La prison centrale de Maroua est une prison camerounaise située dans la commune de Maroua, dans le département de Diamaré et dans la région de l’Extrême-Nord, dont elle constitue la principale prison.

## Description
La surpopulation carcérale s'y est considérablement accrue depuis 2013, car aux détenus de droit commun s'ajoutent désormais près d’un millier de personnes interpellées pour des liens, réels ou supposés, avec la secte Boko Haram, qui sévit particulièrement dans cette région.
C'est une prison mixte, toutefois, les quartiers des hommes, des femmes et des enfants sont séparés. Elle a été créée en 1935, est dirigée pendant ces sept dernières années par l’Administrateur général des Prisons Ayissi Biyégué Simon Pierre.
Le 12 mars 2015, elle comptait 1 890 détenus. L’effectif des personnels de la centrale de Maroua, tous grades confondus, est d’environ 140 fonctionnaires pénitentiaires.
L’Administrateur général des Prisons Ayissi Biyégué Simon Pierre a été régisseur à la prison centrale de New Bell à Douala et avait mis sur pied un groupe de détenus appelés anti-gangs qui avait été à l’origine de la mutinerie du 3 janvier 2005.

## La prison dans l'art et la culture
- Une partie du roman Au commencement du septième jour, de Luc Lang, 2016, est supposée s'y dérouler.